# Kaisergarten (Pfälzerwald)
Der Kaisergarten ist ein 519 m ü. NHN hoher Berg im Pfälzerwald (Rheinland-Pfalz). Sein Gipfel liegt auf der Gemarkungsgrenze zwischen Lambrecht und Neustadt an der Weinstraße.

## Geographie
Der Kaisergarten liegt im nördlichen Teil des Biosphärenreservats Pfälzerwald-Vosges, dem Naturpark Pfälzerwald. Es ist eine Erhebung (519 m) auf einem langgezogenen Bergrücken, der sich vom Schauerberg bei Lambrecht bis zum Berg Platte (560,6 m) zieht. Der Kaisergarten liegt Luftlinie 1,2 km südwestlich von Lambrecht und 4 km nordwestlich der Hohen Loog.

## Geschichte

### Kaisergarten
Anlässlich der Ernennung Napoleon Bonapartes zum erblichen Kaiser wurde eine Feier angeordnet. Deshalb wurde hier 1804 ein Festplatz mit zwei steinernen Rondellen angelegt, auf dem zu Napoleons Geburtstag am 15. August 1804 die Feier stattfand. Auch am 20. März 1811 wurden Feiern angeordnet, diesmal zur Geburt von Napoleons Sohn Napoleon Franz Bonaparte. Bis ins 20. Jahrhundert diente der Ort der Bevölkerung als beliebter Festplatz.

### Alte Unger
Dieser Platz diente früher als Waldviehweide, eine bis in die Mitte des 19. Jahrhunderts übliche Nutzung der Wälder. Der überkommene Begriff „Unger“ weist ganz allgemein auf einen Lager- bzw. Rastplatz für Vieh und Hirte hin.

## Zugänge und Wanderungen
Der Kaisergarten liegt auf dem Pfälzerwald-Verein-Wanderweg von Deidesheim nach Rhodt unter Rietburg, markiert mit Blau-Gelbem Balken. Vom Osten her erreicht man ihn vom Naturfreundehaus Heidenbrunnertal auf dem mit einem weißen Kreis markierten Verbindungsweg.